# 1556
1556. је била проста година.

## Догађаји

### Јануар
- 23. јануар — У најсмртоноснијем земљотресу у историји који је погодио кинеску покрајину Шанси, погинуло је око 830.000 особа.

## Смрти

### Март
- 21. март — Томас Кранмер, кентерберијски надбискуп

### Јул
- 31. јул — Игнасио де Лојола, шпански католички свештеник